# Perzistentní organická látka

Signatářské země Stockholmské úmluvy o persistentních organických látkách

Perzistentní organické látky (anglická zkratka POPs, Persistent Organic Pollutants) jsou látky dlouhodobě setrvávající v prostředí, jako jsou např. různé dioxiny, aldrin, DDT či polychlorované bifenyly (PCB).

## Vlastnosti
Mnohé z nich napodobují chování hormonů a již ve velice malých dávkách mohou způsobit hormonální poruchy či ohrožovat reprodukci živočichů včetně člověka. Některé mohou způsobovat také rakovinu. Díky svým vlastnostem mohou putovat až tisíce kilometrů od svého zdroje a rozšířit se tak do prostředí. Lidé žijící v kontaminovaných oblastech mají vyšší riziko výskytu ischemické choroby srdeční a infarktu.

## Vznik
V jisté míře mohou vznikat i přírodními procesy např. při sopečné činnosti nebo lesních požárech. Většinou ale vznikají činností člověka, např. při výrobě různých pesticidů, plastů a dalších chemických produktů.

## Regulace
Výrobu a použití vybraných látek reguluje Stockholmská úmluva o persistentních organických polutantech, což je právně závazná mezinárodní dohoda, jejímž cílem je eliminace vybraných nejnebezpečnějších látek.
Perzistentní látky jsou také předmětem regulace v rámci nové chemické politiky Evropské unie (REACH). Evropská chemická agentura (ECHA) zveřejnila v říjnu 2008 první oficiální seznam 15 prioritních nebezpečných chemikálií, která zahrnuje kromě jiného i perzistentní látky.